# Tyrannochthonius brasiliensis
Espèce
Tyrannochthonius brasiliensis est une espèce de pseudoscorpions de la famille des Chthoniidae.

## Distribution
Cette espèce est endémique du Pará au Brésil. Elle se rencontre vers Santarém.

## Description
Le mâle holotype mesure 0,90 mm.

## Étymologie
Son nom d'espèce lui a été donné en référence au lieu de sa découverte, la Brésil.

## Publication originale
- Mahnert, 1979 : Pseudoskorpione (Arachnida) aus dem Amazonas-Gebiet (Brasilien). Revue Suisse de Zoologie, vol. 86, no 3, p. 719-810 (texte intégral).